# كيفالونيا وإيثاكا (مقاطعة)
كيفالونيا وإيثاكا إحدى مقاطعات اليونان وعاصمتها مدينة أرغوستولي